# 赤湯バイパス

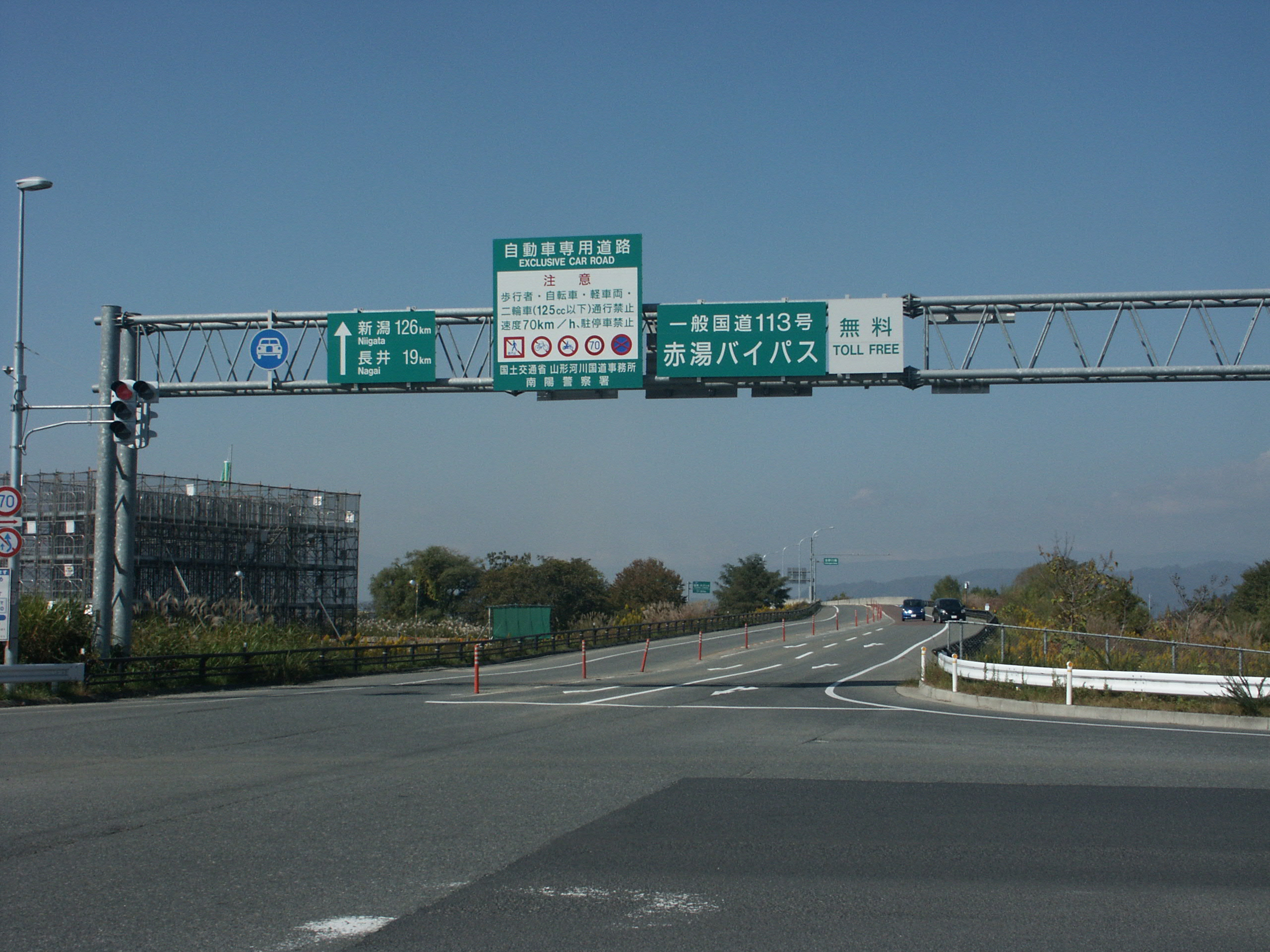
赤湯バイパス高畠町深沼交差点付近

赤湯バイパス（あかゆバイパス）は山形県南陽市大字竹原を起点とし同県東置賜郡高畠町大字深沼に至る、延長7.2 kmの国道113号のバイパス道路である。全線が1種3級の自動車専用道路に指定されている。地域高規格道路の新潟山形南部連絡道路（国道113号）の一部区間である。

## 概要
- 起点：山形県南陽市大字竹原
- 終点：山形県東置賜郡高畠町大字深沼
- 全長：7.2 km

当初は、南陽市大字鍋田 - 東置賜郡高畠町大字深沼1.2 km区間が2003年に暫定2車線で開通した。その後、南陽市大字島貫-大字鍋田2.0 kmは2008年5月22日に開通。そして、南陽市大字竹原 - 大字島貫4.0 kmが2009年3月27日に開通し、これをもって全線開通した。南陽市街地における狭隘区間・渋滞を避けられるようになり、仙台・山形 - 村上・新潟間の利便性が大幅に向上した。
全線が自動車専用道路に指定されており、案内標識は「緑色」のものが使用されている（ただし、開通当初は青色を使用）。また、他道路との交差は、起点・終点を除き立体交差となっているが、インターチェンジ名はつけられておらず、出口には「○○方面」などと記されているのみとなっている。

## 通過する自治体
- 山形県
  - 南陽市 - 東置賜郡高畠町

## 接続高速道路
- E13 東北中央自動車道（米沢南陽道路・南陽高畠ICで接続）

## インターチェンジなど
- 南陽高畠IC以外の名称は竹原を除き、案内標識に記載されている「○○方面」という名称を記載する。

| 施設名                         | 接続路線名                                              | 備考     | 所在地 | 所在地         |
| ------------------------------ | ------------------------------------------------------- | -------- | ------ | -------------- |
| 竹原                           | 国道113号 国道399号                                     | 平面交差 | 山形県 | 南陽市         |
| 川西・宮内方面出入口（西落合） | 山形県道3号米沢南陽白鷹線                               |          | 山形県 | 南陽市         |
| 川西・赤湯駅方面出入口（島貫） | 山形県道102号南陽川西線                                 |          | 山形県 | 南陽市         |
| 福島・米沢方面出入口（鍋田）   | 国道13号 国道399号                                      |          | 山形県 | 南陽市         |
| 南陽高畠IC                     | E13 東北中央自動車道 国道13号（南陽バイパス） 国道113号 | 平面交差 | 山形県 | 東置賜郡高畠町 |

## 歴史
- 2003年（平成15年）11月30日 : 南陽市鍋田 - 南陽高畠ICが開通。
- 2008年（平成20年）5月22日 : 南陽市島貫 - 鍋田開通。また、道路上の案内標識を青色のものから緑色のものに交換。
- 2009年（平成21年）3月27日 : 南陽市竹原 - 島貫が開通し、全線開通。
- 2017年（平成29年）4月1日 : 南陽バイパスに並行している国道13号の鍋田交差点から鳥上坂Y字交差点までの区間 (3.5 km) が国土交通省管理から山形県管理となり13号から399号に変更される。これに伴い赤湯バイパスの鍋田交差点から深沼交差点までの区間が13号となり、399号もこの区間に含まれ113号との3路線重複区間になる[注釈 1]。

## 道路管理者
- 国土交通省
  - 東北地方整備局 山形河川国道事務所 : 南陽市大字竹原 - 南陽高畠IC

## 車線・最高速度
| 区間              | 車線 上下線=上り線+下り線 | 最高速度 |
| ----------------- | ------------------------- | -------- |
| 竹原 - 南陽高畠IC | 2=1+1                     | 70 km/h  |

## 交通量
平日24時間交通量（平成17年度道路交通センサス）
- 東置賜郡高畠町大字深沼 : 5,222 台/日

## 接続するバイパスの位置関係
（新潟方面）梨郷道路 - 赤湯バイパス - 現道 - 二井宿道路（相馬方面）